# 마전초등학교 (경남)
마전초등학교는 대한민국 경상남도 거제시에 있는 공립 초등학교이다.

## 학교 연혁
- 1975년 3월 1일 마전국민학교 설립인가
- 1975년 7월 21일 마전국민학교 개교
- 1981년 10월 27일 경남교위 자연과 우수학교 선정
- 1983년 12월 16일 경남교위 음악과 우수학교 선정
- 1986년 11월 21일 거제교육청 지정 특별활동 시범보고
- 1988년 10월 26일 즐거운 교실 만들기 도우수학교 선정
- 1992년 7월 3일 거제교육청 지정 전통예술 시범보고
- 1995년 11월 10일 거제교육청 지정 국어과 시범보고
- 1996년 3월 1일 마전초등학교로 이름 개명
- 1997년 2월 28일 국어과 교육 도우수학교 선정
- 1998년 4월 29일 급식소 개설
- 1998년 4월 29일 교통안전교육장 설치
- 1998년 11월 17일 경상남도교육청지정 교통안전 시범보고
- 2001년 3월 1일 경상남도학력평가 연구학교 지정
- 2002년 2월 8일 교실증축(4학급)
- 2003년 12월 15일 경상남도거제교육청지정 좋은 수업 시범보고
- 2005년 11월 18일 거제교육청 지정 독서교육 시범학교 운영보고
- 2007년 9월 1일 과학실 현대화 사업 완료
- 2008년 12월 4일 교육과정 100대 우수학교 선정
- 2010년 12월 29일 경상남도교육청 교육과정 자율화 우수학교 선정
- 2011년 11월 11일 경상남도교육청지정 학교 자율화 연구학교 운영
- 2012년 12월 10일 청렴교육 우수학교 선정
- 2013년 11월 15일 교육부요청 융합인재교육 연구학교 운영
- 2014년 2월 18일 제36회 졸업식 (졸업생 총 2,919명)
- 2014년 3월 1일 18(1)학급 편성
- 2014년 9월 1일 제17대 박외호 교장 부임
- 2014년 12월 24일 경상남도 학교폭력예방 우수학교 선정
- 2015년 2월 17일 제37회 졸업식(졸업생 총 2,986명)
- 2015년 3월 1일 17(1)학급 편성

## 참고 자료
- 마전초등학교 - 한국교육학술정보원 학교알리미